# Pseudicius
Genre
Synonymes
- Savaiia Marples, 1957

Pseudicius est un genre d'araignées aranéomorphes de la famille des Salticidae.

## Distribution
Les espèces de ce genre se rencontrent en Asie, en Afrique, en Europe et au Brésil.

## Liste des espèces
Selon World Spider Catalog (version 26, 17/04/2025) :
- Pseudicius adustus Wesołowska, 2006
- Pseudicius africanus G. W. Peckham & E. G. Peckham, 1903
- Pseudicius amicus Prószyński, 2000
- Pseudicius athleta Wesołowska, 2011
- Pseudicius badius (Simon, 1868)
- Pseudicius courtauldi Bristowe, 1935
- Pseudicius cultrifer Caporiacco, 1948
- Pseudicius decemnotatus Simon, 1886
- Pseudicius dentatus Wesołowska & Haddad, 2013
- Pseudicius elmenteitae Caporiacco, 1949
- Pseudicius encarpatus (Walckenaer, 1802)
- Pseudicius espereyi Fage, 1921
- Pseudicius femineus Wesołowska & Haddad, 2013
- Pseudicius flabellus Wesołowska & Haddad, 2013
- Pseudicius ghesquieri (Giltay, 1935)
- Pseudicius gracilis Haddad & Wesołowska, 2011
- Pseudicius icioides (Simon, 1884)
- Pseudicius kaszabi (Żabka, 1985)
- Pseudicius kulczynskii Nosek, 1905
- Pseudicius maculatus Haddad & Wesołowska, 2011
- Pseudicius marshi (G. W. Peckham & E. G. Peckham, 1903)
- Pseudicius mirus Wesołowska & van Harten, 2002
- Pseudicius musculus Simon, 1901
- Pseudicius oblongus G. W. Peckham & E. G. Peckham, 1894
- Pseudicius palaestinensis Strand, 1915
- Pseudicius picaceus (Simon, 1868)
- Pseudicius procerus Wesołowska & Haddad, 2018
- Pseudicius pseudocourtauldi Logunov, 1999
- Pseudicius punctatus (Marples, 1957)
- Pseudicius ridicularis Wesołowska & Tomasiewicz, 2008
- Pseudicius vankeeri Metzner, 1999
- Pseudicius wesolowskae Zhu & Song, 2001
- Pseudicius yunnanensis (Schenkel, 1963)
- Pseudicius zabkai Song & Zhu, 2001
- Pseudicius zebra Simon, 1902

## Systématique et taxinomie
Ce genre a été décrit par Simon en 1885.
Savaiia a été placé en synonymie par Prószyński en 1990.

## Publication originale
- Simon, 1885 : « Matériaux pour servir à la faune arachnologiques de l'Asie méridionale. I. Arachnides recueillis à Wagra-Karoor près Gundacul, district de Bellary par M. M. Chaper. II. Arachnides recueillis à Ramnad, district de Madura par M. l'abbé Fabre. » Bulletin de la Société Zoologique de France, vol. 10, p. 1-39 (texte intégral).